# نوروز أباد (أنجيرلو)
نوروز أباد (بالفارسية: نوروزآباد) هي منطقة سكنية تقع في إيران في قسم أنجیرلو الريفي.